# Spongia arabica
Spongia arabica är en svampdjursart som beskrevs av Keller 1889. Spongia arabica ingår i släktet Spongia och familjen Spongiidae.
Artens utbredningsområde är Röda havet. Inga underarter finns listade i Catalogue of Life.